# C-Quals
 (août 2025).
Le Cyprus Quality Education & Language  est une école de la république turque de Chypre du Nord. Elle possède deux locaux, l'un à Nicosie et l'autre à Girne. Elle fut fondée en 2009 par Mme Ferdyie Ersoy.

## Compétences de l'école
L'établissement prépare aux plus hauts degrés de qualification en langue anglaise et française avec entre autres le IGCSE, reconnu pour les niveaux Bac et en dessous de la licence au niveau international. Cet examen permet ainsi de préparer au Advance Level réservé aux niveaux supérieurs. L'école prépare au TOFEL, à l'IGCSE et à L'IETS pour l'anglais et aux concours DELF et IGCSE pour le français. L’allemand, le turc, le russe, et le grec sont également proposés par l'école pour tenter le concours IGCSE. L'école doit une partie de son succès à ses enseignants qui ont des fait des séjours prolongés en France et en Angleterre, Mme Ersoy étant elle-même marié à un Français.

## Effectifs
L'école compte 10 enseignants agrégés. Au total plus de 500 élèves sont entrés dans cette école depuis sa création en 2009. La particularité de cette école est qu'elle accueille des élèves de tout âge et de tout horizon. Les adultes sont nombreux à s'inscrire pour suivre des cours particuliers afin de progresser plus rapidement. Ils représentent au total 20 % des effectifs des étudiants de l'école.

## Partenaires de l'école
L'école compte de nombreux organismes partenaires, surtout étrangers de France et de Grande-Bretagne. Les principaux sont: l'institut français de Chypre, Le British Council, le Cambridge university press, le Oxford university Press et le Oxford Teacher's Academy.

## Événements organisés par l'école
Outre les cours proposés, l'école offre la possibilité d'échange avec des écoles partenaires. Ce fut le cas en 2012 avec une école de Haute Bretagne qui dans un programme d'échange culturel offrit un concert à Nicosie. Actuellement un programme pour Barcelone est sur le point de s'achever avec la participation de 15 jeunes. Tous les ans en partenariat avec l'institut français de Chypre, l'école organise une soirée « fête de la musique ».